# Humbertium covidum
Humbertium covidum este o specie de vierme plat prădător, răspândit în Franța și Italia. Exemplarul holotip este MNHN JL351B.

## Descriere
H. covidum este un vierme plat⁠(d) mic cu cap ciocan, de aproximativ 20–30 mm lungime. Partea dorsală este complet de culoare negru metalizat, fără nicio dungă sau ornamentație. Capul este reniform (în formă de rinichi). Suprafața ventrală este gri deschis-maro cenușiu, cu o talpă târâtoare mai deschisă. H. covidum are ochii într-un rând triplu în jurul plăcii frontale anterioare, aranjați dorsolateral pe plăcuța frontală, ventral în spatele lapetelor și continuând de-a lungul părților laterale ale corpului într-un șir eșalonat posterior. O glandă viscidă este prezentă în pernuța genitală anterior canalelor eferente masculine și feminine. Canalele eferente se deschid în canale genitale comune înguste orizontale, extrem de glandulare.

## Etimologie și clasificare
Autorii speciei au scris că „numele specific covidum a fost ales drept omagiu adus numeroaselor victime din întreaga lume din cauza pandemiei de COVID-19. Mai mult, studiul a fost scris în mare parte în timpul carantinelor”.
Specia a fost menționată inițial ca Diversibipalium „black” (în română „negru”) în 2018, în care autorii unui studiu asupra viermilor plați cu cap ciocan au avut la dispoziție doar câteva exemplare și nu au putut finaliza un studiu anatomic. La acel moment, specia a fost atribuită genului Diversibipalium⁠(d) Kawakatsu et al., 2002, un grup colectiv creat pentru a conține specii cu o anatomie a aparatului copulator este încă necunoscută, și nu a primit un nume latin de specie, de unde „black”, un simplu adjectiv. A fost descrisă oficial drept specie nouă în 2022, când au fost disponibile mai multe exemplare (în principal din Italia) și a fost atribuită genului Humbertium pe baza anatomiei aparatului său copulator. Studiul a inclus, de asemenea, o comparație cu mai mulți viermi plati din subfamilia Bipaliinae⁠(d), inclusiv descrierea și compararea genomurilor mitocondriale complete ale mai multor specii. 

## Răspândire și origine
Humbertium covidum a fost descris din exemplare colectate în două localități din Pyrénées-Atlantiques, un departament din colțul de sud-vest al Franței, și exemplare colectate într-o localitate din Veneto, în nord-estul Italiei. De asemenea, specia a fost probabil înregistrată (sub sinonimul său Diversibipalium „black”) lângă Roma, Italia.
Originea speciei este necunoscută, dar din moment ce majoritatea viermilor plați cu cap ciocan sunt originari din Asia, autorii studiului au scris că este „probabil o specie originară din Asia și o specie importată în Europa”. Câteva înregistrări ale unor exemplare asemănătoare cu H. covidum au fost găsite în literatură, în China, estul Rusiei și Japonia, dar aceste înregistrări nu au putut fi atribuite speciei cu certitudine în absența specimenelor și a informațiilor moleculare.

## Genetică și relații filogenetice
Genomul mitocondrial al specimenelor italiene de Humbertium covidum este circular, lung de 15.540 de perechi de baze și conține 12 gene care codifică proteine, două gene de ARN ribozomal și 21 gene de ARN de transfer. Gena ND3 a fost identificată cu un codon stop prematur. La exemplarele franceze, caracteristicile au fost similare, dar lungimea genomului este de 15.989 de perechi de baze. Într-un studiu comparativ al genei citocrom c oxidază I, utilizată la scară largă pentru barcoding molecular, s-a constatat că secvențele din Franța și Italia diferă cu 2,58%, o distanță care este compatibilă cu diferențele intraspecifice.